# Tony Bill
Tony Bill, właściwie Gerard Anthony Bill (ur. 23 sierpnia 1940 w San Diego) – amerykański aktor, producent filmowy i reżyser. Wyprodukował komedię kryminalną George’a Roya Hilla Żądło (1973), który zdobył siedem Oscarów, w tym za najlepszy film. 

## Życiorys
Urodził się i dorastał w San Diego w Kalifornii. W wieku 14 lat sam latał szybowcem. Uczęszczał do prywatnej szkoły katolickiej St. Augustine High School. w 1962 ukończył studia na wydziale anglistyki i sztuki Uniwersytetu Notre Dame w South Bend w stanie Indiana.
Po raz pierwszy trafił na kinowy ekran jako Buddy Baker, pomysłowy młodszy brat głównego bohatera (Frank Sinatra) w komedii Buda Yorkina Przyjdź i zadmij w róg (Come Blow Your Horn, 1963). Potem wystąpił jako starszy szeregowy Jerry Meltzer w komedii Ralpha Nelsona Żołnierz w deszczu (Soldier in the Rain, 1963) u boku Jackiego Gleasona, Steve’a McQueena i Tuesday Weld.
Założył firmę producencką z Michaelem i Julią Phillips, pokazując dwa „modne” filmy fabularne, komedię drogi Deadhead Miles (1973) z Alanem Arkinem oraz komedię kryminalną Jego najlepszy numer (Steelyard Blues, 1973) z Donaldem Sutherlandem i Jane Fondą. 
Grywał role drugoplanowe w filmach, w tym w dramacie wojennym Franka Sinatry Najodważniejsi z wrogów (1965), dramacie sensacyjnym Johna Sturgesa Stacja arktyczna Zebra (1968), dramacie wojennym Sydneya Pollacka Obrona zamku (1969), komedii romantycznej Hala Ashby’ego Szampon (1975), komedii familijnej  Tima Burtona Wielka przygoda Pee Wee Hermana (1985) i dramacie kryminalnym Mniej niż zero (1987).
Spróbował swoich sił jako reżyser komedii telewizyjnej The Ransom of Red Chief (1975) z Harrym Deanem Stantonem. W 1980 wyreżyserował swój pierwszy samodzielny film - komediodramat familijny Moja ochrona (My Bodyguard) z Adamem Baldwinem.
W 2009 opublikował książkę Movie Speak: How to Talk Like You Belong on a Film Set. 

## Filmografia

### jako reżyser
- 1980 – Moja ochrona
- 1982 – Sześć tygodni
- 1984 – Love Thy Neighbor (film telewizyjny)
- 1986 – 2 1/2 Dads (film telewizyjny)
- 1987 – Dzielnica pięciu narożników
- 1987 - Mniej niż zero
- 1990 – Wariaci
- 1993 – Skryta namiętność
- 1993 – Nasz własny dom
- 1994 – Tamta Gwiazdka (film telewizyjny)
- 1994 – Po sąsiedzku (film telewizyjny)
- 1996 – Z potrzeby serca (film telewizyjny)
- 1997 – Oliver Twist (film telewizyjny)
- 1998 – Zawierucha uczuć (film telewizyjny)
- 2000 – Co się zdarzyło w Harlan (film telewizyjny)
- 2006 – Flyboys – bohaterska eskadra
- 2007 – Historia Hollis Woods (film telewizyjny)